# Província d'Edirne
Edirne (en grec: Adrianúpolis) és la província més occidental de Turquia, situada a la Tràcia oriental al llarg de la frontera grega i búlgara.
Pren el nom de la seva capital, Edirne (antigament era coneguda pel seu nom grec Adrianòpolis, per l'emperador Hadrià). La riquesa de la ciutat, població i importància van augmentar després que fos declarada capital de l'Imperi Otomà. Edirne encara manté la seva importància en l'actual Turquia.

## Districtes
La província d'Edirne es divideix en 9 districtes:
- Edirne
- Enez
- Havsa
- İpsala
- Keşan
- Lalapaşa
- Meriç
- Süloğlu
- Uzunköprü